# M/S Global Freighter
 M/S Global Freighter är en fraktfärja ägd av finsk Lillbacka Powerco Oy som går mellan Lübeck, Sassnitz och Sankt Petersburg. Fartygets hemmahamn är Maxmo i Finland och dess fraktkapacitet är 1 700 längdmeter.